# 真夜中のヒーロー (テレビドラマ)
『真夜中のヒーロー』（まよなかのヒーロー）は、1980年3月28日から5月23日まで日本テレビで放送されたテレビドラマ。全9回。
東海地方にある都市「帯津市」の市長・館英三郎と人形作りが好きな娘・みゆきは父娘で二人暮らし。しかし英三郎は若い看護婦・まひると密会を重ねていた。本作はこれらの関係を中心に描かれる。

## 出演者
- 館みゆき：大場久美子
- 館英三郎：芦田伸介
- まひる：岸本加世子
- 川村さち：渡辺美佐子
- 八木恭助（市長の執事）：植木等
- 風間礼：岩城滉一
- 三崎：森本レオ
- きみ：竹井みどり
- 辻谷：美輪明宏
- 尻内（刑事）：伊東四朗
- 三浦悠子：結城しのぶ
- 死神の女：潤ますみ
- 三宅邦子
- 日下武史
- タモリ
- 老婆：千石規子
- 老人：瀬良明
- スミ子（お手伝い）：大上留利子
- いづみ（お手伝い）：吉田いづみ

## スタッフ
- 脚本：田中陽造（第1話、第3話、第7話 - 第9話）、水口望（第1話、第2話、第4話 - 第6話）
- 演出：久世光彦
- 音楽：田辺信一
- 主題歌
  - ウィンズ「ローズマリー」（作曲：都倉俊一）
  - 岸本加世子「あゝ落ちる」（作曲：都倉俊一）

## 備考
- ストーリーが暗く低視聴率のため打ち切りとなった。また、企画段階での仮タイトルは『あっ落ちる』だった。
- 本番組の放映日に同局で放送される『カックラキン大放送』で野口五郎が歌う童謡の替え歌が、この番組でも出演者によって繰り返される場面がある。
- オープニングでは、岸本加世子が牢屋に閉じ込められ「堕ちる……」と喘ぐような口調で呟く演出が採られ、本編中でも植木等が同様の台詞を呟きながら落ちるというシーンがある。
- 大場と岸本の喧嘩シーンを撮影する際、プロデューサーは二人の嫉妬を煽り、互いに口をきかないほど険悪な関係に仕立て上げた。台本は用意されず、「まず大場が殴り、次に岸本が殴り返し自由に喧嘩」とだけ指示した。